# Ráfaga

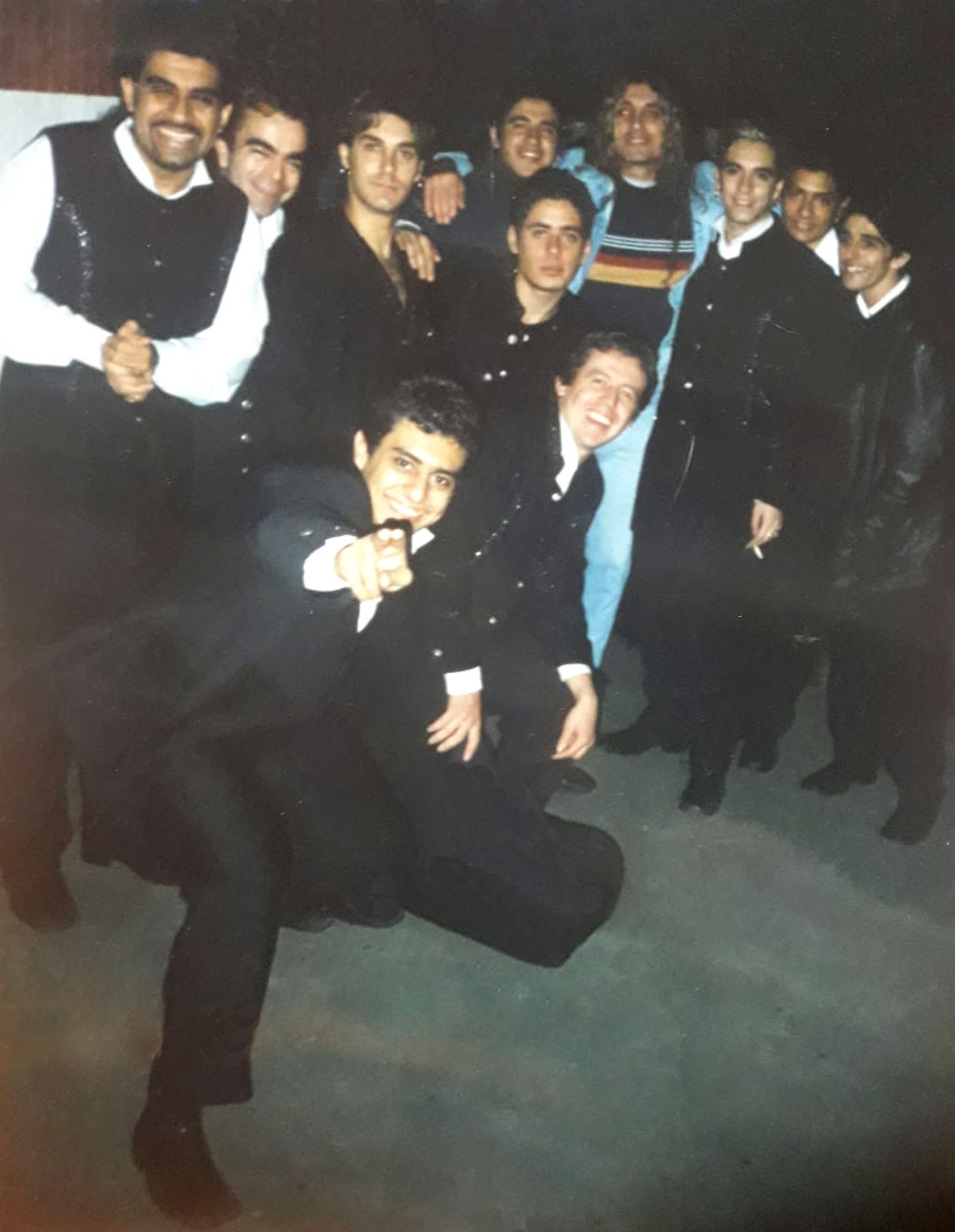
Die Band Ráfaga im Winter 2002 bei einem Auftritt in zehnköpfiger Besetzung

Ráfaga (auch Grupo Ráfaga) ist eine argentinische Cumbia-Band, die 1994 gegründet wurde. Sie gehört zu den erfolgreichsten Gruppen der sogenannten Cumbia-Romántica-Welle der 1990er Jahre und zu den wenigen argentinischen Cumbia-Bands, die auch in Europa (insbesondere in Rumänien, der Schweiz, Spanien und Schweden) Erfolg verbuchen konnten.
Bekannt ist die Band auch für ihre aufwändigen und glamourösen Kostümierungen bei den Live-Shows, die vom Mittelalter-Look beeinflusst wurden und bei anderen Cumbia-Bands Nachahmer fand.

## Bandgeschichte
Die Band wurde 1994 gegründet. Ihr Debütalbum Soplando Fuerte wurde 1996 veröffentlicht und konnte in die argentinischen Charts einsteigen. Ein Jahr später gelang ihnen der Sprung zu internationaler Berühmtheit, als sie an der Show Midem Latino de Música in Miami teilnahmen. Daraufhin wurden sie in zahlreichen Ländern Lateinamerikas sowie in Spanien bekannt.
1999 gelang ihnen ihr bisher größter Hit, La Luna y Tú. Daraufhin tourte die Band durch Spanien (1999/2000), Nordamerika (2001) und Europa (2001). Mit dem Album Marca Registrada (2002) wechselten sie stilistisch für kurze Zeit zum Latin Pop, um danach zur Cumbia zurückzukehren.
2003 kam es zu einem größeren Wechsel, als der Sänger Ariel Pucheta, das bisherige Aushängeschild Ráfagas, die Band verließ, um eine Solokarriere zu starten. Er wurde durch den jungen Sänger Rodrigo Tapari ersetzt. Seit dieser Zeit gab es mehrfach Streitigkeiten zwischen Pucheta und den anderen Bandmitgliedern um die Rechte am Markennamen Ráfaga. Die Band konnte in der neuen Besetzung, die auch mit einer Image-Korrektur weg von der glamourösen Präsentation der 90er und frühen 2000er Jahre begleitet war, nicht mehr vollständig an die alten Erfolge anknüpfen.
2007 kollaborierte die Band mit dem rumänischen Balkan-Pop-Musiker und Rapper Korekt, mit der sie zusammen den Titel Sabes veröffentlichten.

## Stil
Ráfaga vermischen in ihrer Musik den typischen Cumbia-Rhythmus mit Elementen aus dem Merengue und anderen karibischen Musikstilen. So tritt das in der Cumbia dominierende Akkordeon in ein Wechselspiel mit ungewöhnlich präsenten Bläsersätzen. Das Klavier, das ansonsten in der Cumbia nur einen simplen Offbeat spielt, übernimmt in der Musik der Band komplexere Parts, wie sie ansonsten für den Merengue oder Son charakteristisch sind. Ebenfalls sind die ansonsten in der Cumbia wenig eingesetzte E-Gitarre und vereinzelte elektronische Elemente wie Synthesizer-Bässe typisch für den Sound der Gruppe.

## Diskografie
Alben
- Soplando fuerte (1996)
- Sobrevolando América (1997; AR: Platin)[2]
- Directo desde el Estadio de Chile (1998, Livealbum; AR: Gold)
- Un Fenómeno Natural (1999; AR: ×2Doppelplatin )
- Imparables (2000; AR: ×2Doppelplatin )
- Revista sitio tropical (2000; AR: Gold)
- Otra Dimensión (2001; AR: ×3Dreifachplatin )
- Marca Registrada (2002)
- Lo Mejor de Ráfaga (2003, Best-of-Album)
- Vuela (2004)
- Dueños del viento (2006)